# Peristylus plantagineus
Peristylus plantagineus är en orkidéart som först beskrevs av John Lindley, och fick sitt nu gällande namn av John Lindley. Peristylus plantagineus ingår i släktet Peristylus och familjen orkidéer. Inga underarter finns listade i Catalogue of Life.